# أولغا بانارينا
أولغا بانارينا (بالروسية: Ольга Юрьевна Исмаилова)‏ مواليد 16 سبتمبر 1985 في روسيا البيضاء، هي درّاجة بيلاروسية في صنف سباق الدراجات على المضمار. شاركت في دورة الألعاب الأولمبية الصيفية.

## الميداليات
| الميدالية | المسابقة                               |
| --------- | -------------------------------------- |
| ذهبية     | بطولة العالم للدراجات على المضمار 2011 |
| برونزية   | بطولة العالم للدراجات على المضمار 2010 |

## روابط خارجية
- أولغا بانارينا على موقع أرشيف الدراجات (الإنجليزية)
- أولغا بانارينا على موقع أوليمبيديا (الإنجليزية)